# Matteo Bragadin

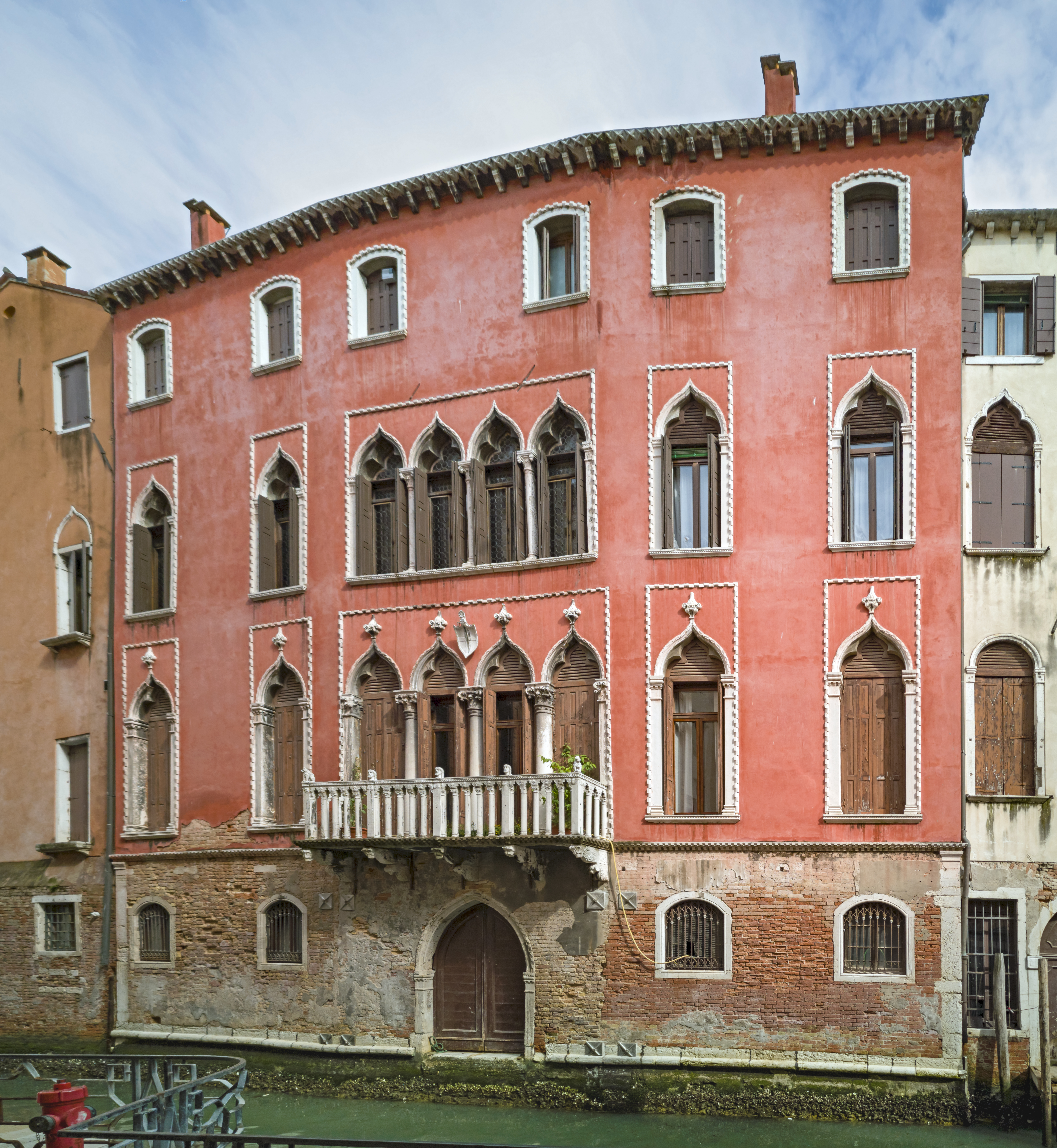
Die Ca’ Bragadin Carabba, einer der Stadtpaläste der Bragadìn; dort war Casanova häufig Gast Matteo Bragadins

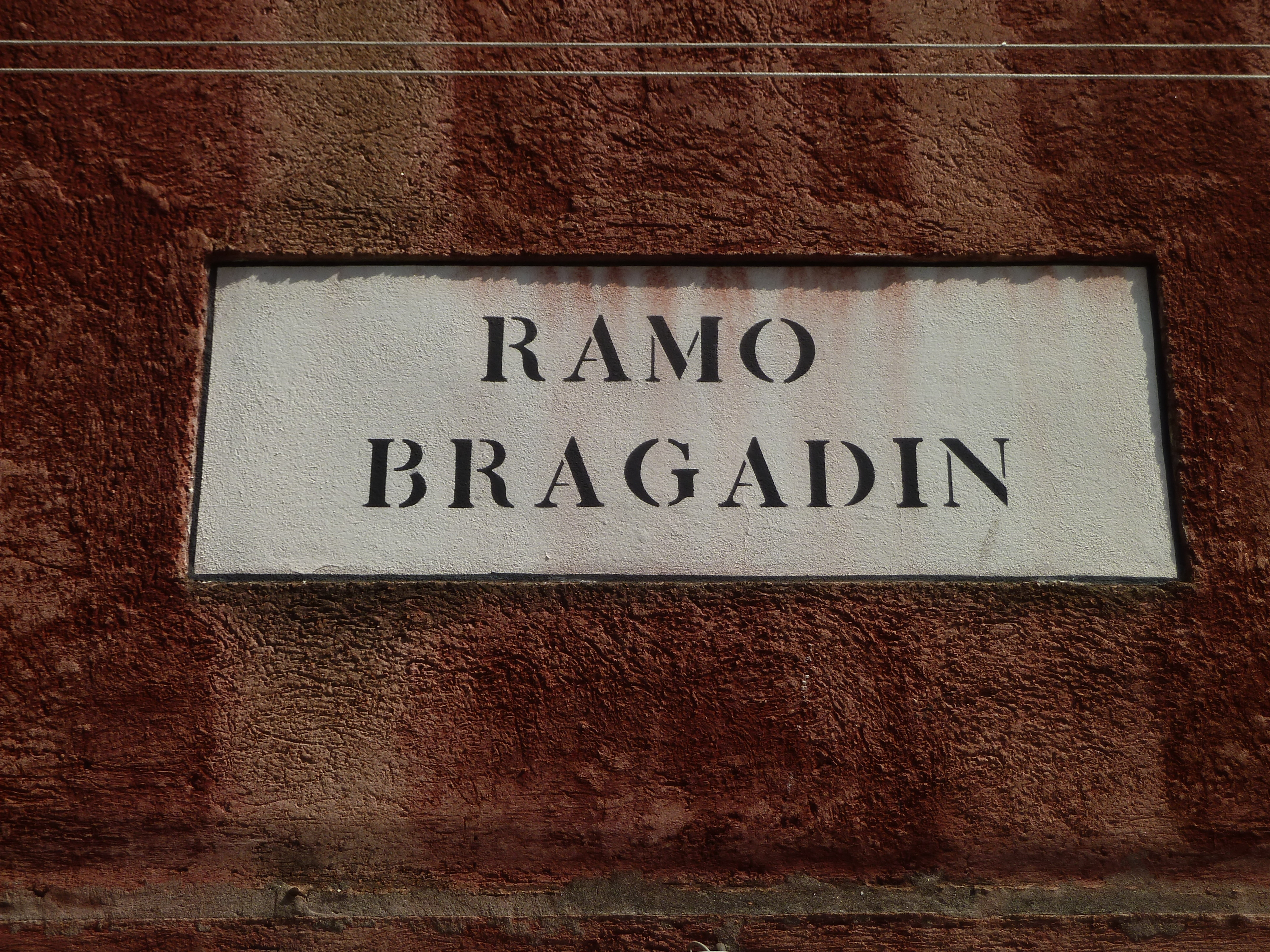
Die dazugehörige Gasse, eigentlich Verzweigung (Ramo)

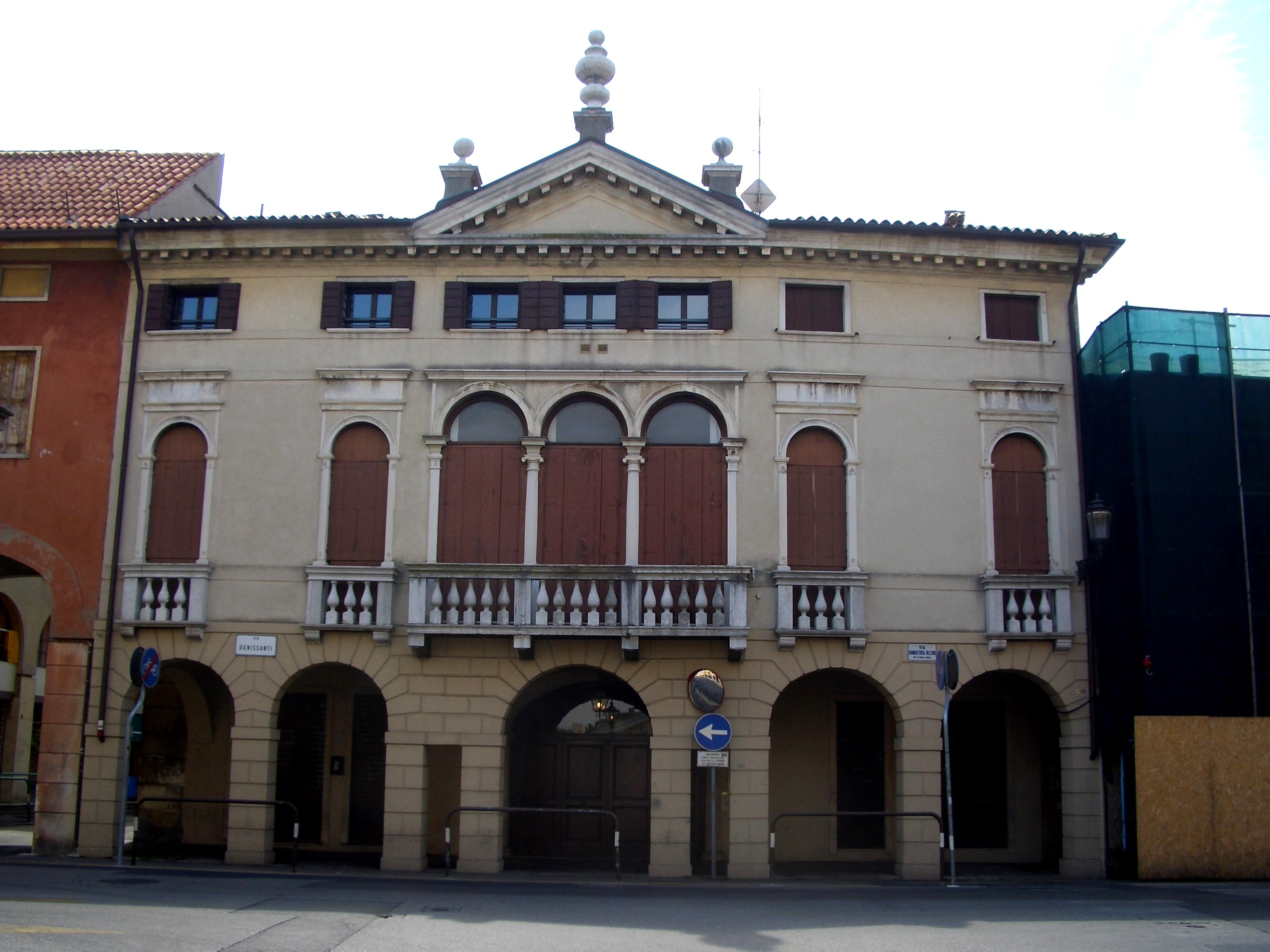
Der Palazzo Bragadin in Padua

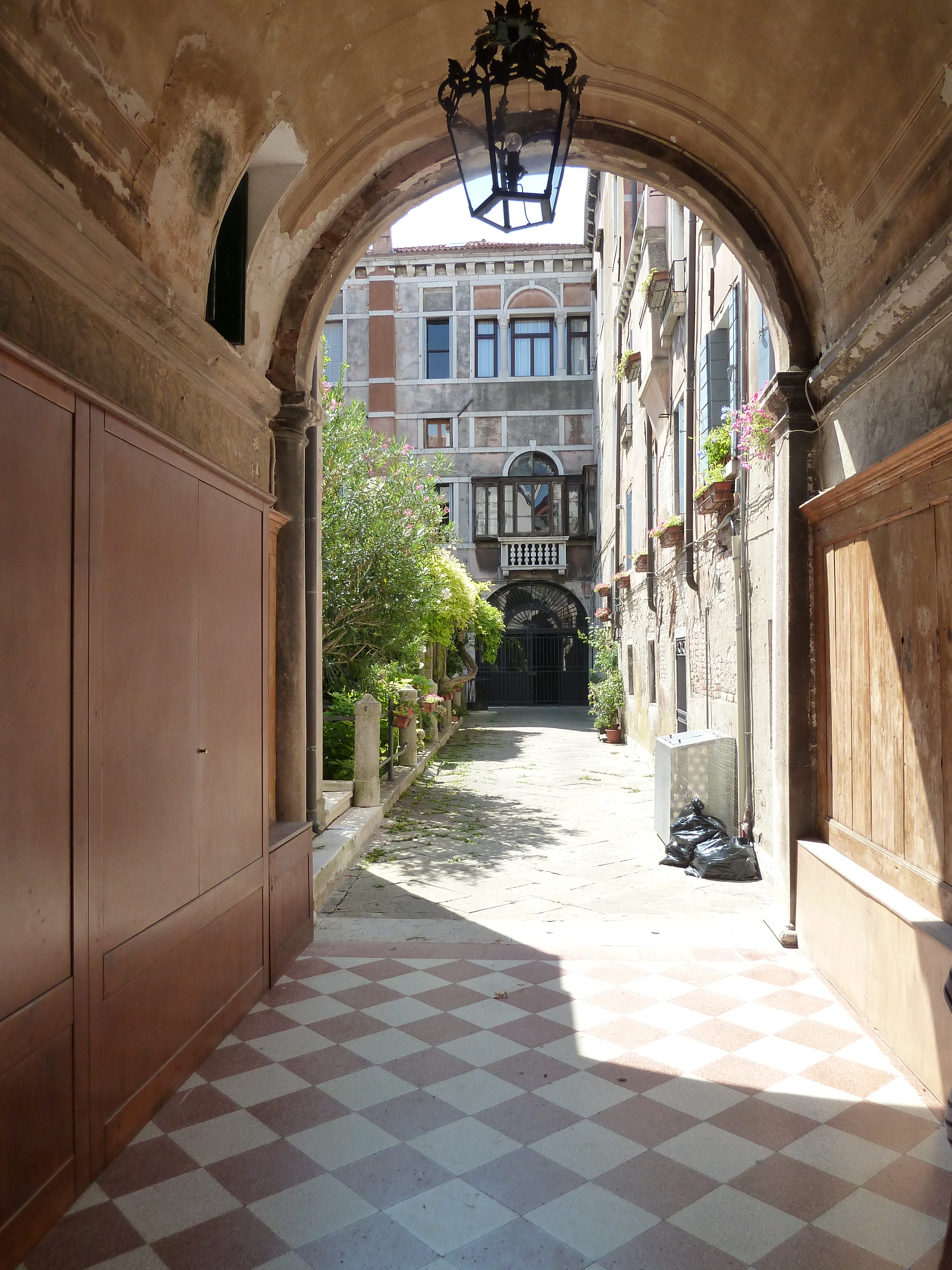
Blick durch eine Unterführung auf den Palazzo Bragadin Bigaglia in Castello; fälschlicherweise erscheint auch dieser Palast gelegentlich als Bragadins Stadtresidenz

Matteo Giovanni Bragadin (* 1689 in Venedig; † 10. Oktober 1767 ebenda) war ein venezianischer Staatsinquisitor, auch Mitglied des Kleinen Rates, schließlich der letzte Angehörige einer der angesehensten und ältesten Familien Venedigs. Ebenso wie sein mit ihm im Streit liegender älterer Bruder Daniele (1683–1755) blieb er erbenlos. Damit erlosch die Familie Bragadin.
Von 1746 bis zu seinem Tod verband ihn mehr als zwei Jahrzehnte lang eine väterliche Freundschaft mit dem 36 Jahre jüngeren Giacomo Casanova, mit dem er auch nach dessen Flucht aus den Bleikammern im Dogenpalast in engem Briefkontakt blieb. Auch unterstützte er ihn aus der Ferne mit Geld und Empfehlungsschreiben, wo er konnte.

## Familie
Bragadin war einer der beiden Söhne des Andrea Bragadin, der einer Familie angehörte, die ursprünglich aus Dalmatien nach Venedig zugewandert war. Die Bragadin waren eine der vier sogenannten evangelischen Familien oder „case vecchie“ (‚alte Häuser‘), zu denen auch die Bembo, Corner und Giustinian gehörten. Sie zählten damit zum ältesten Adel der Stadt.

## Leben

### Streit um das Familienerbe (1735), Senator
Matteo und sein älterer Bruder Daniele, der 1735 Prokurator von San Marco wurde, erbten das Familienvermögen. 1735 verklagte ihn sein eigener Bruder beim Rat der Zehn. Acht Monate lang wurde dort der Vorwurf untersucht, der Jüngere habe den Älteren vergiften wollen. Doch am Ende wurde Matteo von allen Vorwürfen freigesprochen.
Dabei war Matteo der letzte (kinderlose) Angehörige der Familie, die mit ihm ausstarb. Der Palazzo der Familie Bragadin (Campo Santa Marina al civico 6041) befindet sich im äußersten Westen des Sestiere Castello.
Matteo Bragadin war Senator der Republik Venedig und gehörte dem Kleinen Rat (Minor Consiglio) an, was in seiner Familie einen üblichen Lebensweg markierte. Dieser Kleine Rat bestand aus sechs Vertretern der sechs Sestieri der Kernstadt. In dieser Funktion war Bragadin zugleich Staatsinquisitor, da die Männer des Kleinen Rates jeweils einen der Inquisitoren als Inquisitore rosso stellten.

### Freundschaft mit Giacomo Casanova (ab 1746)
Obwohl er sehr religiös war, glaubte Matteo Bragadin auch an magische Praktiken. Zusammen mit seinen Freunden Marco Dandolo und Marco Barbaro war er zeitlebens der wichtigste Protektor Giacomo Casanovas, den er auf höchst dramatische Art kennen lernte, wie aus dessen Lebenserinnerungen hervorgeht. Gleichzeitig ist sein Werk eine der wichtigsten Quellen für Bragadins Leben.
Am 29. April 1746 erlitt er, nachdem Casanova bei einer Hochzeit im Palazzo Soranzo mit der Violine aufgespielt hatte, einen Schlaganfall (oder Herzinfarkt). Casanova schreibt in seiner Histoire de ma vie, er habe durch einen schnell herbeigeführten Aderlass, den ein herbeigerufener Wundarzt durchführte, den Senator gerettet. Danach habe er den Kranken in dessen Gondel nach Santa Marina zu seinem Haus gebracht, wo ein Arzt einen zweiten Aderlass durchgeführt habe. Dieser Arzt – der Autor nennt ihn Ferro mit Namen – hätte ihn mit einer Quecksilber-Heilsalbe fast umgebracht, was Casanova verhindert habe. Der Senator habe sich Casanova daher auf Lebenszeit zu Dank verpflichtet gefühlt. Im Staatsarchiv lassen sich die Spitzelberichte (riferte) finden, die über Casanova berichten, wie er die drei Adligen mit magischen Zeremonien täuschte – möglicherweise war dies auch einer der Gründe für Casanovas Inhaftierung.
Bragadin verband in jedem Falle eine tiefe Freundschaft und Dankbarkeit mit Casanova. So unterstützte er ihn mit seinem reichen Erfahrungsschatz auf politischer und gesellschaftlicher Ebene, aber auch mit Geld. Dabei ging er so weit, dass er den größten Teil seines Vermögens verbrauchte. Für Casanova war Bragadin, wie er selbst konstatiert, wie ein Vater (zumal er selbst früh Waise wurde), ja, Casanova wurde oft selbst für einen Adligen gehalten. Diese Zugehörigkeit zum Patriziat, für das besondere Regeln galten, hätte ihm allerdings Kontakte zu Ausländern untersagt (Histoire de ma vie 2, 22).
Casanova schildert Bragadin nicht nur als Freund und Protektor, sondern nennt ihn auch einen Frauenfeind. Bragadin adoptierte ihn bald als seinen Sohn und verpflichtete sich, ihn auf Lebenszeit mit zehn Zecchini pro Monat zu unterstützen. Er bot ihm sein Haus an, unterhielt für ihn eine eigene Gondel, setzte seine umfangreichen Kontakte zu seinen Gunsten ein. So konnte Casanova drei Jahre lang ein materiell sorgenfreies Leben führen. Es gelang ihm sogar zu erreichen, dass jeder, der eine Vergünstigung von seinem „Vater“, wie er Bragadin nannte, erhoffte, sich zuerst an ihn wenden musste. Auf Bragadins Anraten verließ er 1749 für einige Zeit Venedig, bis dieser ihm brieflich signalisierte, dass er zurückkehren könne.
1753 hielt Casanova um die Hand der Cat(t)erina Maria Teresa Francesca Capretta (1738 – nach 1793) an, die Casanova „C. C.“ nannte. Dies geschah auf Vermittlung Bragadins. Doch nachdem Casanova verhaftet und in den Bleikammern im Dogenpalast festgesetzt worden war, wo er sich 15 Monate unter unwürdigen Bedingungen wiederfand, um dann auszubrechen, sah Bragadin ihn nie wieder.
Allerdings blieben die beiden Männer in engem Briefkontakt. Bragadin schickte ihm dann und wann einen Wechsel oder verfasste für ihn ein Empfehlungsschreiben.
Doch Bragadin hatte eine Geliebte nebst einem natürlichen, demzufolge nicht erbberechtigten Sohn, den die Mutter durch die Ehe zu legitimieren wünschte. Casanova hatte sie noch vor seiner Verhaftung die Zusage gemacht, ein Landgut zu erhalten, das jedes Jahr 5000 Dukaten abwerfe. Doch Casanova hatte dieses Angebot ausgeschlagen.
Bragadin gelang es, unter Tränen und auf Knien, von den Inquisitoren die Möglichkeit zum Erwerb von Büchern und Zeitschriften für Casanova zu erbitten, der noch immer in den Bleikammern saß, doch an eine Freilassung war nicht zu denken. Nach 15 Monaten gelang Casanova Ende 1756 die Flucht. Als Matteos Bruder 1755 starb, wurde Bragadin vermögend, doch am Ende, so Casanova, blieb von seinem Vermögen nichts.
Dandolo schickte Casanova die Nachricht vom Tod Bragadins im Oktober 1767. Casanova vermerkte, er „verlor einen Mann, der seit zweiundzwanzig Jahren Vaterstelle an mir vertrat, der um meinetwillen mit der größten Sparsamkeit lebte und sogar Schulden machte“. „Da sein Vermögen ein Fideikommiß war, so konnte er mir nichts hinterlassen. Seine Möbel und seine Bibliothek wurden die Beute seiner Gläubiger. Seine beiden Freunde, zugleich die meinigen, waren arm und konnten mir nur mit ihren Herzen helfen. Diese schreckliche Nachricht begleitete ein Wechsel von tausend Talern, die der Verstorbene, sein Ende voraussehend, vierundzwanzig Stunden vor seinem Tode mir noch gesandt hatte.“ Zu dieser Zeit hielt sich Casanova in Paris auf.